# Mayorga (Leyte)
Mayorga is een gemeente in de Filipijnse provincie Leyte op het eiland Leyte. Bij de laatste census in 2007 had de gemeente bijna 14 duizend inwoners.

## Geografie

### Bestuurlijke indeling
Mayorga is onderverdeeld in de volgende 16 barangays:
| - A. Bonifacio - Burgos - Calipayan - Camansi - General Antonio Luna - Liberty - Mabini - Ormocay | - Poblacion Zone 1 - Poblacion Zone 2 - Poblacion Zone 3 - San Roque - Santa Cruz - Talisay - Union - Wilson |

## Demografie
Mayorga had bij de census van 2007 een inwoneraantal van 13.807 mensen. Dit zijn 1.157 mensen (9,1%) meer dan bij de vorige census van 2000. De gemiddelde jaarlijkse groei komt daarmee uit op 1,21%, hetgeen lager is dan het landelijk jaarlijks gemiddelde over deze periode (2,04%). Vergeleken met de census van 1995 is het aantal mensen met 2.734 (24,7%) toegenomen.

De bevolkingsdichtheid van Mayorga was ten tijde van de laatste census, met 13.807 inwoners op 42,17 km², 327,4 mensen per km².